# 仵墉
仵墉（1870年—1947年）字崇如，陕西蒲城人。清朝及中华民国政治人物。

## 生平
清朝光绪二十年（1894年），仵墉中举人。光绪二十九年（1903年）中进士；同年閏五月，著交吏部掣签分发各省，以知县即用。历任直隶省乐亭县知县、长垣县（今属河南省）知县、祁州（今安国县）知州、安州（今安新县）知州、沧州知州、滦州知州。
中华民国成立后，仵墉历任昌黎县、饶阳县、长垣县、赵县、霸县、临榆县（今属秦皇岛市）县知事、县长等职务。在清末民初前后共任知县、知州、县知事、县长28年。
九一八事变之后，时任临榆县县长的仵墉由张学良荐任察哈尔省民政厅厅长。因察哈尔省主席兼第二十九军军长宋哲元赴前线督师，民国二十二年（1933年）4月12日，仵墉被国民政府令暂代察哈尔省主席。任内仵墉赴北平向国民政府军事委员会北平分会请示，后来留在北平未归，任北平市政府参事。
民国二十六年（1937年）卢沟桥事变爆发，仵墉辞去北平市政府参事职务，在家闲居，并拒绝了到满洲国做官的邀请，后称病入住医院。日军进入北平后，强占了其位于钱粮胡同的住宅，仵墉乃令家人在北平西城租房居住。在此期间，他与尚节之、贾佩卿、陈紫伦等朋友结成“龙亭会”，每周六在北海五龙亭聚会，创作诗词，后又改在其家聚会。抗战期间，仵墉一家生活十分困难，儿子49岁便病死，但他仍对家人说，“饿死事小，失节事大，宁可全家饿死，决不受日伪一粟一缕！”
抗日战争胜利后，仵墉失明，于民国三十五年（1946年）冬返回了陕西蒲城贤坡村。次年春，胞弟病逝，仵墉悲痛生病，于当夏病逝。